# 30 ROCK 시즌 1
《30 ROCK》의 첫 번째 시즌은 미국 NBC에서 2006년 10월 11일에서 2007년 4월 26일 방송되었다. 모두 21개의 에피소드로 구성되었다. 뉴욕 록펠러 플라자 30번지(30 Rockefeller Plaza)에 위치한 NBC방송국 내에서 이루어지는 코미디 쇼 프로그램 《TGS with Tracy Jordan》의 제작진(방송사대표, 피디, 작가 등)과 기타 방송국 스태프, 그리고 코미디 쇼 프로그램 출연진들의 이야기로 구성된다. 주요 구조는 대표작가 리즈 레몬(티나 페이)와 방송사 부사장 잭 도나기(알렉 볼드윈)의 일화를 중심으로 드라마가 진행된다.

## 에피소드 가이드
| #회차 | 제목            | 미국방송일 | 내용 |
| ----- | --------------- | ---------- | --- |
| 1     | Pilot           | 2006.10.11 | 리즈 레몬은 뉴욕 록펠러 플라자 30번지(30 Rockefeller Plaza)의 NBC방송국 수석작가이다. 새로 취임한 부사장 잭 도나기는 언제 어떤 돌발행동을 저지를지 모를 트레이시를 내세운 The Girlie Show, 일명 TGS쇼를 간판 코미디 쇼로 만들라고 한다.                                                                 |
| 2     | The Aftermath   | 2006.10.18 | 잭은 코미디 쇼 프로그램 이름을 <트레이시 조단과 함께 TGS>로 바꾸고 큰 변화를 준다. 이에 제나 말로니는 조연급으로 밀려나고 스태프들이 모두 분개한다. 트레이시는 이들을 달랠 겸 이들을 모두 요트로 초대하여 파티를 여는데 알고 보니 트레이시의 요트가 아니었다.                                           |
| 3     | Blind Date      | 2006.10.25 | 방송일에 빠져 사회적인 교제가 부족한 리즈를 위해 잭이 데이트를 주선해 준다. 잭은 스태프와 친해지기 위해 포커판에 합류하여 돈을 다 따버린다. 이때 전혀 포커를 할 줄 모를 것 같던 방송국 사환 케네스가 잭의 돈을 다 따며 파란을 일으킨다.                                                                 |
| 4     | Jack the Writer | 2006.11.1  | 부사장 잭이 스태프 방에 와서 자신도 시나리오 작업에 참여하겠다고 선포한다. 하지만 작가들을 창의력을 방해할 뿐이다. 트레이시는 케네스에게 성공비법을 전수하고, 리즈는 젊은 여자 직원 세리에게 패션에 대한 조언을 한다.                                                                                   |
| 5     | Jack-Tor        | 2006.11.16 | GE의 전자렌지 사업까지 관할하는 잭 도나기는 쇼 프로그램에 GE의 신제품 전자 렌지를 노출시키라고 명령한다. 리즈는 잭이 직접 프로그램에 출연하여 제품을 소개시켜주는 코너를 만든다. 프랭크와 투퍼는 제나에게 일자리를 잃을지 모른다고 속인다. 한편 리즈는 트레이시 조단이 문맹이 아닌가 의심하기 시작한다. |